# Unbroken: Weg der Vergebung
Unbroken: Weg der Vergebung ist ein 2018 produzierter Spielfilm des Regisseurs Harold Cronk. Das Drehbuch basiert auf den letzten Kapiteln des Romans Unbeugsam der Schriftstellerin Laura Hillenbrand.
Der Film ist die Fortsetzung des Films Unbroken von Angelina Jolie aus dem Jahr 2014.
Der Film kam am 14. September 2018 in die US-amerikanischen Kinos, seit dem 14. März 2019 ist er im deutschsprachigen Raum auf DVD erhältlich.

## Handlung
Louis Zamperini ist nach japanischer Kriegsgefangenschaft nach Torrance, Kalifornien zurückgekehrt. Er versucht an seine sportliche Karriere anzuknüpfen und versucht, als Leichtathlet bei den Olympischen Sommerspielen 1948 anzutreten. Doch gezeichnet von den letzten Jahren kann er nicht mehr an seine alten Erfolge anknüpfen. Er verliebt sich in Cynthia Applewhite und heiratet sie. Sie bekommen eine Tochter. Gepeinigt von Albträumen vom Bird, seinem japanischen Peiniger Mutsuhiro Watanabe, flüchtet er in den Alkohol. Kurz bevor er daran zu zerbrechen droht, nimmt Louis an einem Vortrag des Predigers Billy Graham teil. Er findet danach zum Glauben. Dieser Glauben stärkt ihn, nach Japan zu fliegen. Hier begegnet er japanischen Lageraufsehern, denen er verzeihen kann.

## Hintergrundinformationen
Obwohl der Film ein Sequel zu Unbroken darstellt, ist er dennoch eine eigenständige Filmproduktion. Zum einen wurde er von einer anderen Produktionsgesellschaft und somit einem anderen Team produziert, zum anderen auch mit neuen Schauspielern. Die Produzenten fragten zwar bei Jack O’Connell und Alex Russell, den Zamperini-Brüdern Louis und Pete des ersten Teils an, beide mussten wegen Terminproblemen absagen. Samuel Hunt und Bobby Campo erhielten die Rollen. Auch der Japaner Miyavi, der im ersten Teil als japanischer Lageraufseher Watanabe zu sehen war, wurde durch den dänisch-japanischen Schauspieler David Sakurai ersetzt. Als einziger Crossover gelten Vincenzo Amato und Maddalena Ischiale, die bereits in Unbroken Louis Zamperinis Eltern verkörpert hatten.
Will Graham ist nicht nur selbst evangelikaler Prediger, sondern auch Enkelsohn von Billy Graham, den er im Film verkörpert.

## Synchronisation
- Louis Zamperini: Armin Schlagwein
- Cynthia Applewhite: Marieke Oeffinger
- Anthony Zamperini: Viktor Neumann
- Lila Burkholder: Judith Steinhäuser
- Pete Zamperini: Jaron Löwenberg
- Louise Zamperini: Iris Artajo
- Mutsuhiro Watanabe: Bastian Sierich
- Dr. George Bailey: Oliver Siebeck
- Billy Graham: Michael Deffert
- Major Zeigler: Lutz Riedel
- Howard Lambert: Michael Iwannek
- Harry Read: Tim Sander
- Allen Philips: Gerrit Hamann
- Cecy Philips: Isabelle Schmidt
- Fred Porter: Thomas Schmuckert
- Pater Caradelli: Helmut Gauß
- Robert Drumball: Lasse Dreyer
- Sylvia Zamperini: Patrizia Carlucci
- Valerie: Jelena Baack
- Virginia Zamperini: Franziska Endres